# 藤原扶幹
藤原 扶幹（ふじわら の すけもと）は、平安時代前期から中期にかけての公卿。藤原北家、右大臣・藤原内麻呂の玄孫。駿河守・藤原村椙の次男。官位は従三位・大納言。

## 経歴
周防掾・近江権少掾・中務少丞を経て、仁和3年（887年）従五位下に叙爵。宇多朝では兵部少輔・民部少輔を経て、寛平7年（895年）信濃守に任ぜられ地方官に転じる。
醍醐朝前半も常陸介・上野介と引き続き地方官を務める。またこの間の昌泰4年（901年）に従五位上に昇叙されている。扶幹は藤原忠平の側近で、延喜14年（914年）に忠平が右大臣に昇り太政官の首班に立つと、翌延喜15年（915年）に扶幹も正五位下・権右中弁に叙任され京官に復帰する。こののち、延喜16年（916年）右中弁、延喜17年（917年）従四位下、延喜21年（921年）左中弁、延喜22年（922年）従四位上と、忠平執政下で弁官を務めながら順調に昇進し、延喜23年（923年）60歳で参議に任ぜられ公卿に列す。同年4月に忠平の妹・藤原穏子が中宮に冊立されると中宮大夫に任ぜられた他、議政官として大宰大弐・左大弁を兼任した。
朱雀朝でも順調に昇進し、承平2年（932年）正四位上、承平3年（933年）従三位・中納言、承平7年（937年）大納言に至る。天慶元年（938年）6月辞職を請いまもなく許されて致仕、同年7月10日薨去。最終官位は致仕大納言従三位。また、この間の延長8年（931年）から天慶元年（938年）の致仕に至るまで、源氏長者として淳和奨学両院別当を務めている。

## 人物
『二中歴』に名臣の一人として記載される。また、勅撰歌人として『後撰和歌集』に1首の和歌作品が採録されている。

## 官歴
『公卿補任』による。
- 元慶9年（885年） 正月19日：周防掾。2月20日：近江権少掾
- 仁和2年（886年） 2月21日：中務少丞
- 仁和3年（887年） 5月17日：従五位下（御即位陽成院御給）
- 寛平2年（890年） 2月27日：兵部少輔
- 寛平4年（892年） 5月23日：民部少輔
- 寛平7年（895年） 正月11日：信濃守
- 昌泰4年（901年） 正月7日：従五位上。2月19日：常陸介
- 延喜9年（909年） 正月11日：上野介
- 延喜15年（915年） 正月7日：正五位下。正月12日：権右中弁
- 延喜16年（916年） 3月28日：右中弁
- 延喜17年（917年） 正月29日：兼山城守。11月17日：従四位下（朔旦冬至）
- 延喜21年（921年） 正月30日：左中弁。3月15日[6]：兼勘解由長官
- 延喜22年（922年） 正月7日：従四位上
- 延喜23年（923年） 正月12日[7]：参議。4月26日：兼中宮大夫（中宮・藤原穏子）、止長官
- 延長2年（924年） 2月1日：兼讃岐権守
- 延長3年（925年） 正月30日：兼大宰大弐
- 延長8年（930年） 12月17日：兼左大弁。止大宰大弐中宮大夫
- 延長9年（931年） 日付不詳：兼近江守
- 承平2年（932年） 正月7日：正四位下。正月21日：兼伊予守
- 承平3年（933年） 2月13日：従三位、中納言
- 承平6年（936年） 8月15日：兼按察使
- 承平7年（937年） 3月28日：大納言、按察使如元
- 天慶元年（938年） 6月29日：致仕。7月10日：薨去

## 系譜
『尊卑分脈』による。
- 父：藤原村椙
- 母：榎井島長の娘
- 妻：榎井島丸の娘
  - 男子：藤原合間
- 生母不詳の子女
  - 女子：藤原元名室
  - 男子：證覚